# Le Capital
Critique de l'économie politique
Pour les articles homonymes, voir Le Capital (homonymie).

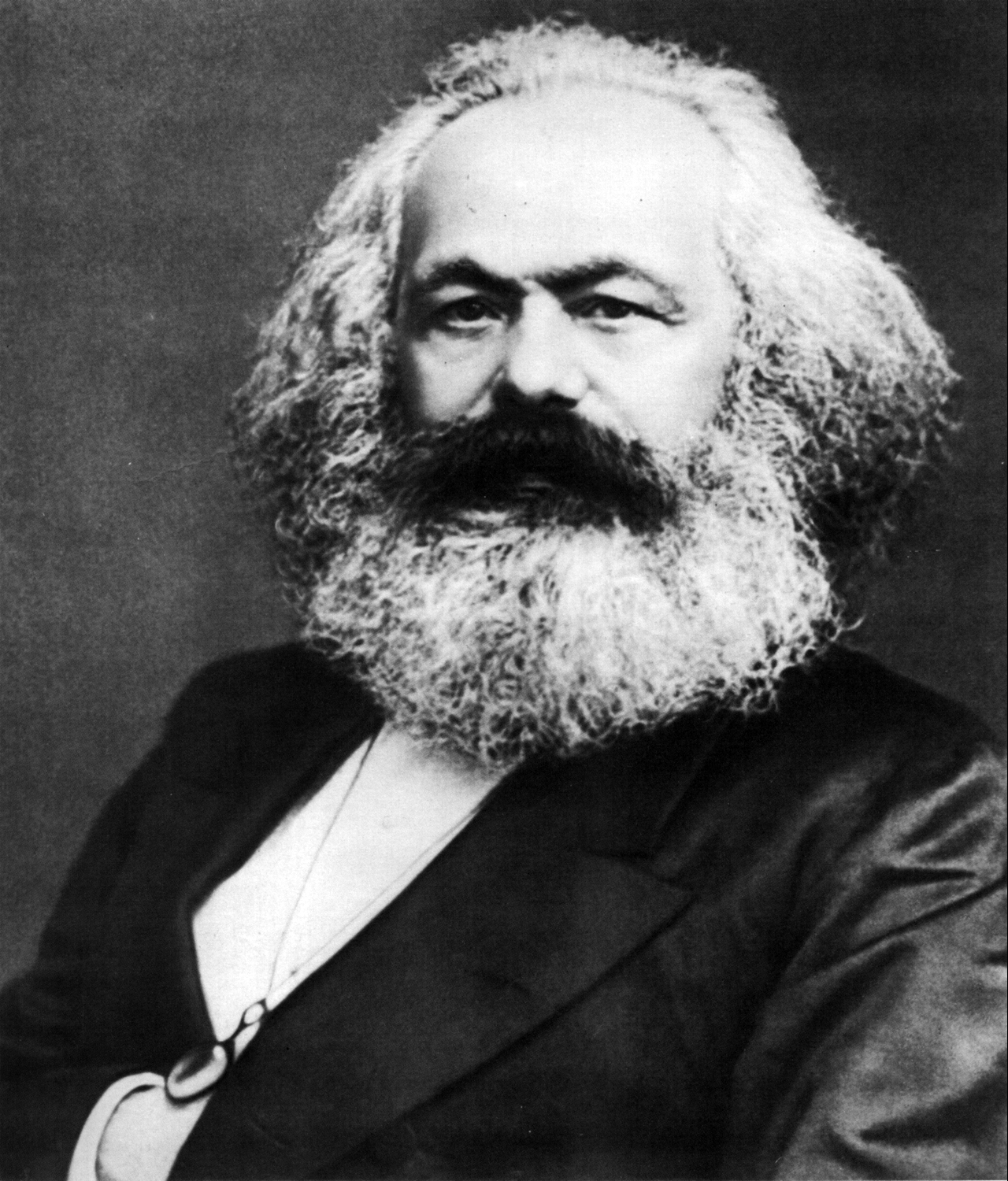
Karl Marx.

Le Capital. Critique de l'économie politique (du titre original allemand Das Kapital. Kritik der politischen Ökonomie) est l'ouvrage majeur du philosophe et théoricien de l'économie politique allemand Karl Marx.
Marx a consacré plus de 20 ans de sa vie à l'écriture de cette œuvre, mais n’en a achevé qu’une partie : le premier livre, publié le 14 septembre 1867 et dédié à Wilhelm Wolff, est consacré au développement de la production capitaliste. Des brouillons de Marx ont été utilisés par Friedrich Engels pour publier les livres 2 et 3, en 1885 et 1894. Les ébauches de Marx consacrées à l'histoire des doctrines économiques (prenant ainsi forme en tant que "Livre 4 du Capital") ont été publiées par le socialiste allemand Karl Kautsky sous le titre Les Théories de la plus-value (4 vol., 1905-1910).
C'est en observant l'industrie britannique contemporaine et ses conditions de travail ainsi qu'en s'appuyant sur les précédents théoriciens de l'économie politique (tels que David Ricardo ou Adam Smith) et en les critiquant que Marx entend démontrer la nature réelle du capitalisme, et mettre l'accent sur les contradictions internes de ce système.
L'auteur considérait lui-même son ouvrage comme étant « certainement le plus redoutable missile qui ait été lancé à la tête de la bourgeoisie ».

## Plan initial
Ce qui est considéré comme Le Capital n'est en fait qu'une petite partie de ce qui fut initialement prévu à la base d'un grand ensemble nommé Économie. En raison des obligations matérielles, des activités de l'Association Internationale des Travailleurs (AIT), de la maladie et autres vicissitudes, Marx n'a fait que très peu par rapport à ce qu'il prévoyait. Il y consacra pleinement quinze années, inégalement réparties entre 1844, jusqu'à 1879, entre la rédaction, la recherche intensive et les brouillons. D'autant que Marx était souvent très peu satisfait de son travail et réécrivait constamment. Il devait être publié en fascicule ou cahiers, bien que les rubriques définitives seraient considérés comme des livres. Le changement de typologie fut interprété à tort comme un changement de plan. Ce dernier évolua au fil des années.
En 1845, il promettait un grand ensemble politique en plus de théories économiques. Les thèmes abordés devaient être la critique du droit, de la morale, de la politique et des relations structurelles. Il indiqua à l'éditeur Leske un ouvrage qui contient les onze thèses sur Feuerbach et une étude de l'État en onze parties : 1° Genèse de l'État moderne ou la révolution française, 2° Proclamation des droits de l'homme, 3° L'État et la société civile, 4° L'État représentatif et la Charte, 5° La séparation des pouvoirs, 6° Le pouvoir législatif, 7° Le pouvoir exécutif, l'administration, 8° Le pouvoir judiciaire et le droit, 9° La nationalité et le peuple, 10° Les partis politiques et 11° Le droit de suffrage et l'abolition de l'État et de la société civile. L'échec du printemps des peuples fit abandonner ce projet. Dans l'Introduction générale à la critique de l'économie politique, il fit un plan en cinq parties : 1° Déterminations des sociétés, 2° Catégories et classes de la société bourgeoise, 3° L'État, synthèse de la société bourgeoise, 4° La production et son rapport à l'international et 5° Le marché mondial. Dans l'avant-propos au premier livre du Capital publié en 1859, il indique les six rubriques définitives de l'Économie : 1° Capital, 2° Propriété foncière, 3° Travail salarié, 4° État, 5° Commerce extérieur, 6° Marché mondial. Chaque rubrique ne devait former qu'un livre d'une centaine de pages. Ces six rubriques sont toujours d'actualité pour Marx jusqu'en 1866, d'après sa correspondance. La première rubrique, Le Capital, devait être divisée en trois sections : a. Valeur, b. Monnaie, c. Le Capital en général. Le travail s'est considérablement amplifié. Lors d'une lettre à Engels en 1859, il explique que Le Capital est en quatre chapitres : a° généralités, b° la concurrence, c° le crédit et d° le capital-action. Les généralités du capital étaient divisées en trois chapitres : processus de production, processus de circulation et profit.
En 1863, lors de la mise au propre, il n'a pas achevé le premier livre ou rubrique de l'Économie, seulement une section. Le plan de 1863 indique que le premier livre devait également aborder le travail productif et improductif, le processus de production et la plus-value, mais ces thèmes ne furent pas inclus. Le problème est qu'étant débordé et parfois en questionnement, Le Capital souffrit de graves lacunes pour expliquer les phénomènes économiques. En 1866, il revoit son plan à la baisse et indique que les principes ou généralités du Capital (première section de la première rubrique de l'Économie) sont en quatre livres : production, circulation, processus d'ensemble et histoire de la théorie. Chaque livre s'amplifia en plusieurs volumes. Ce changement est dû au fait qu'il lui fallut six ans pour achever le premier livre du Capital, en deux cahiers, n'étant que la première section, du chapitre Le Capital, la première rubrique de l'Économie. Il travailla modérément à la suite, notamment aux livres II et III à mettre au propre car le premier livre, seul achevé, est un échec commercial. Ces travaux furent posthumes, les brouillons étant réarrangés par Engels,.

## Livre Premier

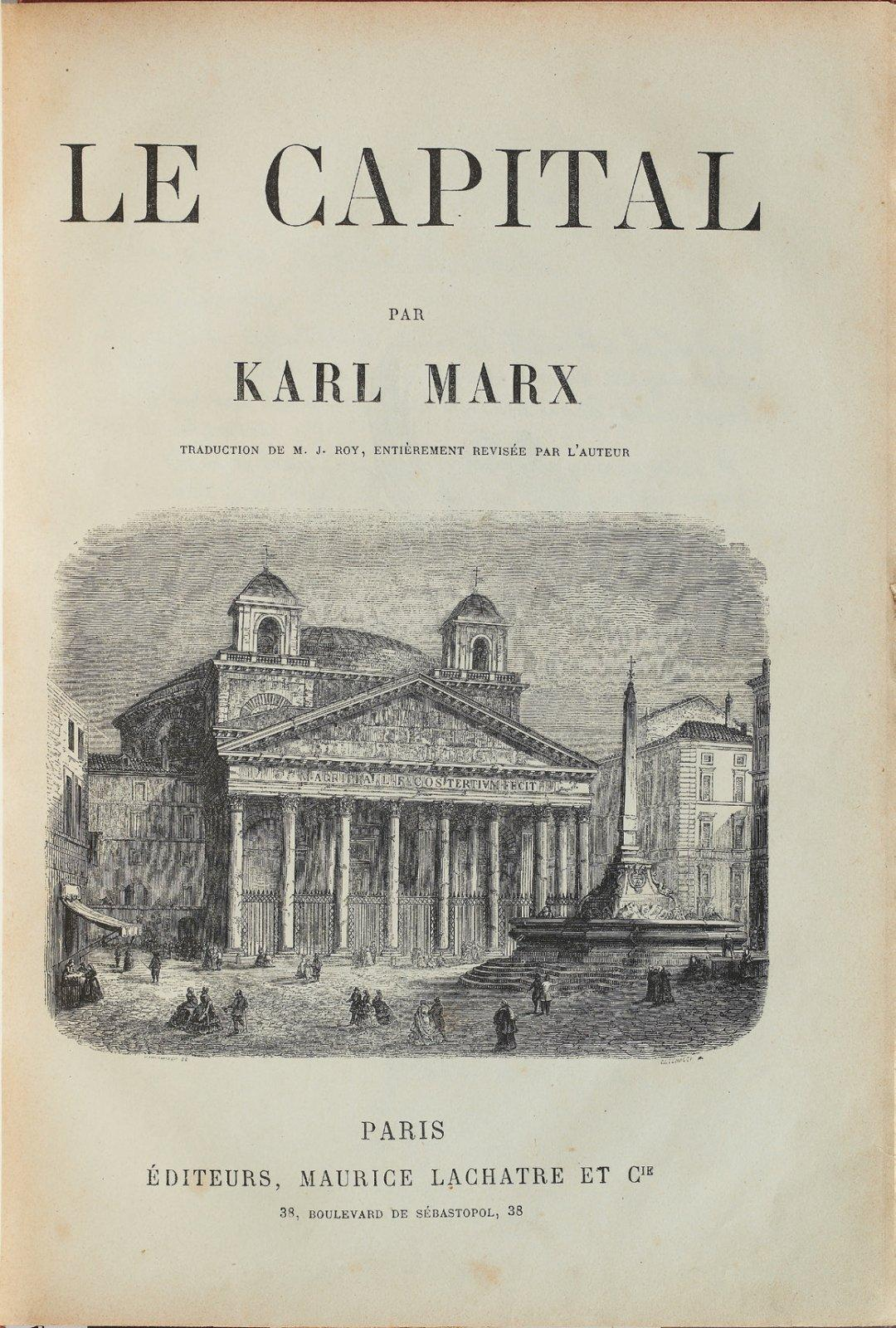
Page de grand titre de la traduction de J. Roy revue par Marx (1872).

La traduction française du Livre 1 du Capital publiée en 1872 et révisée par l'auteur est la seconde traduction de cet ouvrage, juste après la traduction russe, également parue cette année-là. C'est aussi la dernière traduction parue du vivant de Marx. C'est la seule traduction dont il ait assuré la révision. Les traductions suivantes sont, dans l'ordre chronologique : la version polonaise (1884-1890), danoise (1885), espagnole (1886), italienne (1886) et enfin anglaise (1887).

### Première section: La marchandise et la monnaie
Dans cette première section, Marx va expliquer les bases de l'échange marchand. Il va ainsi montrer que cet échange repose sur un élément spécial, la marchandise, qui est un objet produit en vue de l'échange (pour être vendu et non directement consommé par le producteur). Outre son utilité, cet élément va donc avoir une valeur d'échange, qui détermine en quelle proportion la marchandise produite peut être échangée contre d'autres marchandises (ou leur équivalent argent). Il s'agit alors de déterminer plus précisément comment on peut mesurer cette valeur.

#### Chapitre 1: La marchandise
« La richesse des sociétés dans lesquelles règne le mode de production capitaliste s'annonce comme une immense accumulation de marchandise ». C'est en partant de ce postulat que Marx fait de l'analyse de la marchandise le point de départ de ses recherches.
Une marchandise n'est pas un quelconque produit résultant du travail humain, c'est un objet qui a été produit dans le but d'être échangé, d'être vendu (d'où la racine du mot: "marchand"). Une marchandise a donc une utilité, ce que Marx appelle une "valeur d'usage", mais elle a aussi une "valeur d'échange" (ou valeur). Or selon Marx, ce qui détermine cette valeur, c'est la quantité de travail humain qui a été nécessaire pour la produire, et qui s'est ainsi cristallisée en elle : « Tous ces objets [marchandises] ne manifestent plus qu'une chose, c'est que dans leur production une force de travail humaine a été dépensée, que du travail humain y est accumulé. En tant que cristaux de cette substance sociale commune, ils sont réputés valeurs (valeur d'échange) ». C'est ce qu'on appelle la théorie de la valeur de Marx, qui reprend la notion de valeur-travail développée au XVIIIe siècle par Adam Smith, puis David Ricardo selon laquelle la seule chose qui est commune à toutes les marchandises ayant des valeurs d'usage différentes, la seule permettant de comparer toutes ces marchandises entre elles afin de déterminer leur valeur d'échange, c'est la quantité de travail humain qui est matérialisé dans chaque marchandise. C'est ainsi que la grandeur de la valeur d'échange est fonction de la quantité de travail nécessaire à la fabrication de l'objet, cette quantité pouvant être mesurée par sa durée.
Cela ne signifie pas pour autant qu'une marchandise va avoir plus de valeur si elle met plus de temps à être produite. En effet, une marchandise produite par un travailleur malhabile ne vaut pas plus au motif qu'il a mis plus de temps à la réaliser. C'est pourquoi pour déterminer la valeur d'une marchandise, et ainsi calculer la quantité de travail présente dans chacune d'entre elles, il convient de considérer une force unique, c'est-à-dire une force moyenne de travail servant de point de comparaison à toutes les forces de travail humaines employées pour chaque marchandise. Cette force commune peut être calculée sur la base du temps de travail socialement nécessaire pour la production de toutes les marchandises de la société. C'est par cette moyenne du travail socialement nécessaire à la production des marchandises de la société que l'on peut déterminer la valeur d'une marchandise en fonction du temps nécessaire à sa production. Par cette méthode la valeur des marchandises est actualisée en permanence avec les évolutions de la productivité du travail. Une valeur fixe du travail humain fausserait en effet la véritable valeur de celui-ci. Puisque le travail évolue, la valeur d'une marchandise diffère donc elle aussi avec le temps.
Par ailleurs, il ne suffit pas d'augmenter la quantité de marchandises produites pour augmenter leur valeur. En effet il arrive généralement qu'une augmentation de la production d'une marchandise donnée diminue sa valeur. Ce paradoxe s'explique par le fait qu'une augmentation des marchandises produites va souvent de pair avec une augmentation de la productivité du travail. Cette augmentation de la productivité engendre une baisse du travail nécessaire à la production de chaque marchandise, et donc une baisse de la quantité de travail humain présent dans celle-ci, ce qui engendre une baisse de sa valeur.
La marchandise dispose donc d'une double valeur, l'une qui est due à son utilité, et l'autre qui est due à la quantité de travail qu'elle contient. Cette double valeur de la marchandise est issue d'une double face du travail. En effet, le travail compris comme créateur de la valeur d'usage de chaque marchandise est spécial et répond à un but particulier, il produit donc une utilité. Tandis que le travail considéré comme simple dépense de force productive, comme "travail abstrait" opposé au "travail concret" consiste à donner une valeur à la marchandise. Toutefois ce n'est pas le travail humain en tant que tel qui a une valeur, ce n'est qu'en transmettant sa force dans un objet que le travail prend de la valeur. « La force de travail de l'homme à l'état fluide, ou le travail humain, forme bien de la valeur, mais n'est pas valeur. Il ne devient valeur qu'à l'état coagulé, sous la forme d'un objet ». C'est grâce à cette valeur, transmise par le travail à la marchandise, que cette dernière peut s'échanger, car toutes les marchandises reposent alors sur une substance de même nature, ce qui les rend comparables les unes aux autres : "le travail humain abstrait" « En tant que valeurs, toutes les marchandises sont des expressions égales d'une même unité, le travail humain, remplaçables les unes par les autres. Une marchandise est, par conséquent, échangeable avec une autre marchandise, dès qu'elle possède une forme qui la fait apparaître comme valeur ». Ainsi une marchandise ne peut définir sa propre valeur qu'en se comparant à d'autres marchandises. « En d'autres termes, la valeur d'une marchandise est exprimée par cela seul qu'elle se pose comme valeur d'échange ».
La monnaie est une marchandise spéciale, elle est l'équivalent universel qui permet d'exprimer la forme valeur générale : toutes les marchandises tendent à se donner une équivalence dans une même marchandise. En remplaçant cette marchandise par la monnaie, on arrive à la forme monnaie, selon laquelle toute marchandise a la même valeur qu'une certaine quantité de monnaie. Cependant, cette transformation va de pair avec une occultation de la véritable origine de la valeur, (c'est ce que Marx appelle le fétichisme de la marchandise) puisque le rapport social entre les producteurs contenu dans la valeur est masqué par sa valeur monétaire qui fait apparaître la valeur comme une propriété « matérielle » intrinsèque de la marchandise.

#### Chapitre 2: Procès d'échanges
Les marchandises échangées par l'homme ne sont que les marchandises auxquelles il ne trouve pas lui-même d'utilité ; ces marchandises sont alors des porte-valeurs, puisqu'elles ne sont que des instruments d'échange qui permettent à l'homme d'acquérir des biens qui lui sont utiles. « La répétition constante de l'échange en fait une affaire sociale régulière, et, avec le cours du temps, une partie au moins des objets utiles est produite intentionnellement en vue de l'échange. À partir de cet instant, s'opère d'une manière nette la séparation entre l'utilité des choses pour les besoins immédiats et leur utilité pour l'échange à effectuer entre elles, c'est-à-dire entre leur valeur d'usage et leur valeur d'échange ».

#### Chapitre 3: Monnaie et circulation des marchandises
La monnaie n'est pas ce qui rend les marchandises commensurables entre elles, c'est bien le travail abstrait présent dans la marchandise qui permet à chacune d'entre elles de se comparer aux autres. La monnaie ne sert que d'outil de mesure de la valeur produite par une certaine quantité de travail cristallisé dans la marchandise et mesurable par la durée du travail.
Si l'on considère que l'or est la marchandise qui remplit la fonction de monnaie, il est à la fois la mesure des valeurs (en tant que monnaie idéale) et l'étalon des prix (l'instrument de la circulation des marchandises), le prix traduisant lui-même la quantité idéale d'or que renferme une marchandise, en fonction du travail contenu dans cette marchandise.
La monnaie permet donc la métamorphose de la marchandise, c'est-à-dire l'échange de la marchandise en argent, où l'argent remplace la marchandise pendant un temps donné et supprime ainsi les problèmes du temps et de l'espace inhérents au troc immédiat. « L'argent est sans limite parce qu'il est immédiatement transformable en toute sorte de marchandise ».
L'argent est donc à la fois un moyen de paiement (lorsqu'il est reçu contre de la marchandise) et de circulation de la marchandise (lorsqu'il sert à acheter d'autres marchandises). Comme le disent Touati et Barot en résumant ce chapitre : "l'argent est l'universel concret, la forme abstraite réalisée"

### Deuxième section: La transformation de l'argent en capital
Après avoir montré comment la marchandise pouvait se transformer en argent, Marx va montrer dans cette section comment l'argent va se transformer en capital par l'intermédiaire de la plus-value. Cette plus-value étant créée non pas grâce à l'échange, mais grâce à la force de travail. Marx considérait que cette découverte de l'origine de la plus-value était une de ses plus grandes conquêtes théoriques.

#### Chapitre 4: Transformation de l'argent encapital
« La circulation des marchandises est le point de départ du capital ». Cela signifie que le capital n'apparaît qu'au XVIe siècle, lorsque le commerce et la production marchande ont été suffisamment développés, notamment avec l'ouverture d'un nouveau marché vers l'Amérique.
Tout capital entre sur le marché sous forme d'argent. Mais pour que l'argent se transforme en capital il doit passer par un processus particulier. Alors que l'échange simple est Marchandise – Argent – Marchandise (M – A – M), où l'argent n'est qu'un intermédiaire qui facilite l'échange des marchandises de valeurs identiques, le capital naît d'un échange d'argent A – M – A', où A' correspond à A, la quantité d'argent de départ, augmentée d'une plus-value. Par ce mouvement circulaire l'argent se transforme en capital. Dans ce dernier cycle c'est la marchandise qui sert d'intermédiaire puisque le capitaliste achète une marchandise contre de l'argent, avant de revendre cette même marchandise contre une autre quantité d'argent.
L'échange simple (M – A – M) repose sur l'échange de marchandises, son but est la consommation, la satisfaction d'un besoin. Tandis que l'échange capitaliste repose sur l'échange d'argent, son but est donc dans la création de plus-value.
« La valeur d’usage ne doit donc jamais être considérée comme le but immédiat du capitaliste, pas plus que le gain isolé; mais bien le mouvement incessant du gain toujours renouvelé. Cette tendance absolue à l’enrichissement, cette chasse passionnée à la valeur d’échange lui sont communes avec le thésauriseur. Mais, tandis que celui-ci n’est qu’un capitaliste maniaque, le capitaliste est un thésauriseur rationnel. La vie éternelle de la valeur que le thésauriseur croit s’assurer en sauvant l’argent des dangers de la circulation, plus habile, le capitaliste la gagne en lançant toujours de nouveau l’argent dans la circulation ».

#### Chapitre 5: Les contradictions de la formule générale du capital
La plus-value ne peut naître simplement de l'échange des marchandises. En effet, sur le marché chaque individu est à la fois acheteur et vendeur, cela signifie que si un vendeur vend une marchandise, il doit tout de même en acheter une autre afin de subvenir à ses besoins. Le vendeur ne peut donc vendre sa marchandise 10 % au-dessus de sa valeur, sans ensuite acheter une autre marchandise qui serait elle aussi 10 % plus chère. De telle sorte que le gain de 10% lors de la vente se trouve automatiquement transféré lors de l'achat d'une autre marchandise. L'origine de la plus-value ne se trouve donc pas dans l'échange, ce n'est pas la vente d'une marchandise à un coût supérieur à sa valeur marchande qui permet de créer de la plus-value. Autrement dit, la plus-value se réalise alors que toutes les marchandises sont bien vendues à leur valeur! Comment comprendre ce mystère?

#### Chapitre 6: Achat et vente de laforce de travail
Le changement de valeur de l'argent lors de l'échange capitaliste (A – M – A') ne peut donc pas venir de l'argent lui-même mais de la marchandise. C'est la marchandise seule qui a permis à l'argent de passer de la forme A à la forme A', c'est-à-dire améliorée d'une plus-value. La seule manière donc de créer de la plus-value, c'est de trouver une marchandise qui ait la particularité de créer elle-même de la valeur, « de sorte que la consommer, serait réaliser du travail et par conséquent, créer de la valeur ». Cette marchandise unique c'est la force de travail. En effet, seule la force de travail a la faculté d'être une marchandise qui, lorsqu'on la consomme, créé de la valeur. « Sous ce nom [force de travail] il faut comprendre l'ensemble des facultés physiques et intellectuelles qui existent dans le corps d'un homme dans sa personnalité vivante, et qu'il doit mettre en mouvement pour produire des choses utiles ».
Pour que la force de travail puisse créer de la plus-value, il faut qu'elle se vende volontairement à un possesseur d'argent qui lui permettra d'employer sa force de travail pour produire une marchandise. Sous ce rapport le possesseur de la force de travail et le possesseur d'argent sont des échangistes au même titre que n'importe quel possesseur de marchandise, l'un achetant la force de travail, l'autre la vendant. Ils sont tous des personnes juridiquement égales. « Pour que ce rapport persiste, il faut que le propriétaire de la force de travail ne la vende jamais que pour un temps déterminé, car s'il la vend en bloc, une fois pour toutes, il se vend lui même, et de libre qu'il était se fait esclave, de marchand, marchandise. S'il veut maintenir sa personnalité, il ne doit mettre sa force de travail que temporairement à la disposition de l'acheteur, de telle sorte qu'en l'aliénant il ne renonce pas pour cela à sa propriété sur elle ». Par ailleurs, pour que cet échange se réalise, il est nécessaire que le propriétaire de la force de travail n'ait d'autre choix que de vendre cette force pour pouvoir la reproduire, pour être en mesure de subvenir à ses propres besoins. Le propriétaire de la force de travail, pour la vendre sur le marché, ne doit donc pas posséder d'autre marchandise. Et pour que cette condition soit réalisée, il faut que le propriétaire de la force de travail ne dispose pas de moyens de production (outils,matières premières…) lui permettant d'employer lui-même sa propre force de travail sur des marchandises pour créer de la valeur (comme cela a pu être le cas pour certaines formes d'artisanat au Moyen Âge). Pour que le propriétaire de la force de travail vende cette dernière sur le marché, il ne doit donc pas être en mesure de vendre d'autres marchandises, et donc de produire. Pour produire et subvenir à ses propres besoins il doit donc produire pour d'autres, par la vente de sa propre force de travail. « La transformation de l'argent en capital exige donc que le possesseur d'argent trouve sur le marché le travailleur libre, et libre à un double point de vue. Premièrement le travailleur doit être une personne libre, disposant à son gré de sa force de travail comme de sa marchandise à lui ; secondement, il doit n'avoir pas d'autre marchandise à vendre ; être, pour ainsi dire, libre de tout, complètement dépourvu des choses nécessaires à la réalisation de sa puissance travailleuse ». Le capital naît avec l'apparition du travailleur libre, vendant sa force de travail sur le marché à des acheteurs possesseurs des moyens de production.
Comme toute autre marchandise, la force de travail a une valeur, et comme toute autre marchandise, celle-ci se détermine par le temps de travail nécessaire à sa production. Ainsi la valeur de la force de travail est à la mesure des biens nécessaires à sa reproduction. « Le temps de travail nécessaire à la production de la force de travail se résout donc dans le temps de travail nécessaire à la production de ces moyens de subsistance ». La valeur d'échange de la force de travail est donc mesurée par la quantité de travail nécessaire à la production des denrées alimentaires, et autres besoins, qui permettent à l'individu de réparer sa force de travail, mais aussi d'en créer de nouvelles. Ceci est nécessaire car la force de travail est une marchandise mortelle, et pour pouvoir continuer à transformer l'argent en capital elle doit donc vivre et se reproduire. « Les forces de travail, que l'usure et la mort viennent enlever au marché, doivent être constamment remplacées par un nombre au moins égal. La somme des moyens de subsistance nécessaires à la production de la force de travail comprend donc les moyens de subsistance des remplaçants, c'est-à-dire des enfants des travailleurs, pour que cette singulière race d'échangistes se perpétue sur le marché ». À ces frais de reproduction de la force de travail, s'ajoutent tous les frais liés à son éducation et à sa formation. Une force de travail ayant acquis de grandes connaissances et compétences aura une valeur plus grande qu'une force de travail n'ayant nécessité que peu de formation, cette valeur se mesurant par le coût en temps de travail de cette éducation.

### Troisième section: La production de la plus-value absolue
Après avoir montré que le capital naissait de la plus-value, Marx va montrer dans cette section que la plus-value se crée grâce à un excédent de travail. C'est cet excédent, ou surtravail, qui permet au capital de croître.

#### Chapitre 7: Production de valeurs d'usage et production de la plus-value
Pour produire, le producteur a besoin de produits qui ont déjà nécessité un travail. Les matières premières par exemple sont des objets qui sont déjà passés par un travail antérieur. Le tisseur par exemple a besoin que des individus aient préalablement travaillé à extraire le coton avant de lui-même pouvoir travailler la toile.
Les moyens de travail, eux, sont ce qui sépare le travailleur de son objet de travail. « Ce qui distingue une époque économique d'une autre, c'est moins ce que l'on fabrique, que la manière de fabriquer, les moyens de travail par lesquels on fabrique ». Ces moyens de travail vont effectuer une modification sur l'objet de travail. Cette modification est ce qui constitue le procès de travail. Ce procès de travail s'éteint avec la réalisation d'un objet utile, ayant donc une valeur utile, d'usage.
Une valeur d'usage est donc le produit d'un procès de travail, dans lequel il y a à la fois des moyens de production, et du travail productif. Toutefois une valeur d'usage peut également être une condition du procès de travail, car tout moyen de production nécessite des valeurs d'usage. Une valeur d'usage peut donc à la fois être le produit d'un travail, et le moyen de production d'un autre.
Le travail, en usant les éléments matériels nécessaires à sa réalisation, va les consommer. Cette consommation est dite productive, dans la mesure où elle se différencie de la consommation individuelle qui ne consomme des produits que pour la jouissance personnelle, alors que la consommation productive fait consommer les moyens de fonctionnement du travail. « Le produit de la consommation individuelle est, par conséquent, le consommateur lui-même; le résultat de la consommation productive est un produit distinct du consommateur ».
En consommant de la force de travail pour produire des valeurs d'usage, le capitaliste se situe donc dans une logique normale de producteur. Le capitaliste veille en effet à ce que ses moyens de production, dont la force de travail, effectuent un travail défini sans gaspiller de matières premières ni détériorer les outils de production plus que ce que son emploi n'exige. De plus le produit de ce travail est la propriété du capitaliste, et non pas du producteur. Le capitaliste ne loue que la force de travail comme n'importe quel moyen de production. Le capitaliste, en achetant la force de travail, achète par conséquent indirectement les produits de celui-ci. Le possesseur de la force de travail lui, ne donne que la valeur d'usage de sa force. Dès que le travailleur entre sur son lieu de travail, sa force de travail ne lui appartient donc plus, celle-ci a une valeur dont le capitaliste dispose et qui a donc une valeur d'usage. Pour le capitaliste, la force de travail n'est qu'une marchandise qu'il a achetée et qu'il peut consommer.
Le procès de travail regroupe ainsi toutes les marchandises que le capitaliste a achetées et qui donc lui appartiennent. Le produit de l'opération du procès du travail lui appartient donc. Tout ce qui ressort du procès de production est la propriété du capitaliste, tout comme les éléments nécessaires à ce procès sont sa propriété. Dès que la force de travail n'appartient plus au travailleur humain, l'utilité de celle-ci ne lui revient plus, il est dépossédé de sa force après l'avoir vendue, seul l'acheteur capitaliste est disposé à en faire usage comme bon lui semble.
Mais comme on l'a vu précédemment, pour réaliser sa fonction productive, la force de travail nécessite des frais d'entretiens pour satisfaire ses besoins et se renouveler. Ces frais, comme la nourriture, le logement, les habits, etc. constituent la valeur d'échange de la force de travail. Si l'individu vend sa force de travail c'est avant tout pour pouvoir subvenir à ses besoins. Mais le capitaliste va calculer au plus juste cette valeur, c'est-à-dire le salaire de l'ouvrier : ce que le travailleur reçoit de la vente de sa force de travail, ce n'est que ce qui lui est strictement nécessaire pour subsister. Or, et c'est là tout le secret de l'origine de la plus-value, il y a une différence entre la quantité de valeur que reçoit le travailleur pour subvenir à ses besoins (sous forme de salaire) et la quantité de valeur qu'il peut produire. Si, par exemple, l'ouvrier produit en une demi-journée une valeur nécessaire à la satisfaction de ses besoins journaliers, il peut tout de même continuer à produire pendant une journée entière. « La valeur que la force de travail possède et la valeur qu'elle peut créer, diffèrent donc de grandeur ». Ainsi, dans cet exemple, la valeur totale produite par l'ouvrier en une journée se répartira en deux parts égales : l'une qui correspond à son salaire et l'autre qui correspond à la plus-value empochée par le capitaliste. Mais comme le salaire est réputé être la paye pour "une journée de travail", toute l'opération est masquée par cette confusion!
Le capitaliste doit produire un objet utile, qui a une valeur échangeable, c'est-à-dire une marchandise, qui est destinée à la vente. Mais cette production n'a d'intérêt pour le capitaliste que si la valeur de la marchandise produite dépasse la valeur des marchandises nécessaires utilisées pour sa production, « c'est-à-dire la somme de valeurs des moyens de production et de la force de travail, pour lesquels il a dépensé son cher argent. Il veut produire non seulement une chose utile, mais une valeur, et non seulement une valeur, mais encore une plus value ».
En vendant des marchandises à une valeur d'échange qui équivaut à davantage de travail humain que ce qu'elles lui en ont coûté, le capitaliste réalise ainsi sa plus-value. « Dès qu'elle se présente non plus simplement comme unité du travail utile et du travail créateur de valeur, mais encore comme unité du travail utile et du travail créateur de plus value, la production marchande devient production capitaliste, c'est-à-dire production marchande sous la forme capitaliste. »

#### Chapitre 8:Capital constantetcapital variable
Le travail nécessaire pour produire les moyens nécessaires à la production d'un produit est transféré vers le nouveau produit lors de sa production. Ainsi si un produit a besoin de matières premières ou de machines pour être produit, alors le travail réalisé dans l'extraction de ces matières premières ou pour la fabrication de ces machines sera transféré dans le nouveau produit lorsque ce dernier sera produit. Autrement dit chaque produit fini contient en lui tout le travail nécessaire à sa réalisation, de l'extraction des matières premières à la part de travail nécessaire à la fabrication des machines qui sera employé dans la fabrication du produit. Le travail inclus dans les machines va donc être transféré dans le produit, à mesure que ces machines seront utilisées et usées par leur emploi dans la fabrication de valeurs utiles, c'est-à-dire de produits. Et en plus du travail inclus notamment dans les moyens de production et dans les matières premières nécessaires à la production, chaque produit contient également le travail propre au travailleur dans la production du produit. La force employée par le travailleur dans la production du produit va donc transmettre une valeur à celui-ci.
La valeur des moyens de production transmise au produit est à la mesure de leur utilité. En effet des moyens de production ne peuvent avoir une valeur que s'ils ont une utilité suffisante pour créer des produits utiles eux aussi. La valeur de ces moyens de production dépendra donc de leur capacité à être utile, c'est-à-dire à rendre des produits utiles, ou tout simplement à créer des produits. Mais des moyens de production qui ne peuvent plus produire perdent leur valeur. Ainsi plus les moyens de production perdent de leur capacité productive, moins ils ont de valeur. Et moins les moyens de production ont de valeur, moins ils peuvent en transmettre aux produits. Cela signifie donc que la valeur que les moyens de production transmettent aux produits diminuera à mesure que le moyen de production ne parvient plus à être utile, à créer de nouveaux produits. Cela se voit notamment avec les machines, la valeur qu'ils transmettent aux produits correspond à l'usure dans la production de chaque produit. Une machine transmettra l'ensemble de sa valeur, déterminée par le travail nécessaire à sa fabrication, jusqu'à s'user complètement, à ne plus être en mesure de produire des objets utiles. De telle sorte qu'une machine transmettra l'ensemble de sa valeur à tous les produits qu'elle créera, mais rien de plus, la valeur de la machine étant déterminée par le travail effectué pour la créer.
« Les moyens de production ne transmettent de valeur au nouveau produit qu'autant qu'ils en perdent sous leurs anciennes formes d'utilité. Le maximum de valeur qu'ils peuvent perdre dans le cours du travail a pour limite la grandeur de valeur originaire qu'ils possédaient en entrant dans l'opération, ou le temps de travail que leur production a exigé. Les moyens de production ne peuvent donc jamais ajouter au produit plus de valeur qu'ils n'en possèdent eux-mêmes ».
Au cours de la production, les marchandises qui sont utilisées en tant que matières premières, moyens de production, etc., voient la valeur d'échange qu'elles possédaient, et qui se trouve ainsi utilisée, transférée dans la valeur d'échange de la marchandise produite. Cette partie du capital existait déjà avant le processus de production présent, elle se nomme donc capital constant.
Avec l'emploi de ce seul capital constant, un produit ne ferait ressortir aucune valeur supplémentaire que celle employée par ses moyens de production, et qui vont lui être transférés au cours du processus de production. Pour qu'un produit ressorte avec une valeur supplémentaire que celle employé par le capital constant, il est nécessaire d'employer un capital sous forme de force de travail. La partie du capital transformée par la force de travail change au cours de la production, puisqu'elle reproduit son équivalent et en plus un excédent : la plus-value. Il s'agit donc du capital variable.

#### Chapitre 9: Le taux de la plus-value
Le capital se compose d'une somme d'argent employée en capital constant, constitué des moyens de productions, et d'une somme d'argent employée en capital variable, constitué de la force de travail.
À la fin de l'opération productive permise par l'emploi d'un capital, la marchandise qui en ressort a une valeur déterminée par le capital constant et variable employés, valeur à laquelle on ajoute une plus-value. Ainsi la marchandise se trouve constituée du capital primitif, l'argent employé par le capitaliste en capital constant et variable, à laquelle y est ajouté un élément supplémentaire, la plus-value. Le capital primitif employé a donc évolué en un nouveau capital avec la production de la marchandise, ce nouveau capital y est surévalué grâce à la plus-value. Sans plus-value le capital primitif ne se différencie pas du nouveau capital, le capital primitif n'a donc pas créé de valeur.
Pour qu'une marchandise soit créée il lui faut des éléments qui vont la constituer, comme des matières premières, des machines qui vont permettre l'assemblage des diverses parties de la marchandise. Ce sont l'ensemble de ces éléments, qui constituent le capital constant, qui vont être transférés vers la marchandise. La valeur de ce capital constant dépend donc des moyens employés pour la production d'une marchandise.
Le travail qui dépasse ce qui est nécessaire au travailleur pour satisfaire ses propres besoins est le surtravail. Cet excédent de travail s'effectue toujours pour le capitaliste, sauf qu'au lieu que le produit de ce travail revienne au travailleur, il revient au capitaliste. L'excédent de valeur créé par cet excédent de travail est la plus-value.
Pour calculer le taux de la plus-value, on ne rapportera pas le surtravail à l'ensemble du capital constant, mais seulement à la part de travail nécessaire pour que le travailleur puisse subvenir à ses propres besoins. « Le taux de la plus value est donc l'expression exacte du degré d'exploitation de la force de travail par le capital ou du travailleur par le capitaliste ».
Le taux de plus-value est indépendant du capital constant, qu'il faut considérer comme nul pour ne prendre en compte que la plus-value. Ce taux de plus-value peut par exemple être de 100 %, si pendant une journée de douze heures, le travail nécessaire et le surtravail durent tous deux six heures. « L'ouvrier a donc travaillé une moitié du jour pour lui-même et l'autre moitié pour le capitaliste ».

#### Chapitre 10: La journée de travail
La limite minimum de la journée de travail correspond à la partie de la journée travaillée pour le renouvellement de la force de travail, c'est-à-dire pour le renouvellement des besoins vitaux du travailleur. La limite maximum, si elle dépend des bornes physiques de la force de travail et de limites morales, est beaucoup plus élastique. Elle n'est déterminée que par le rapport de force entre le capitaliste et le travailleur. Toutefois la force de travail, en tant que marchandise spéciale, ne peut pas être consommée de manière illimitée par le capitaliste sous peine de périr. Le travailleur use donc de son droit de vendeur de sa force de travail en exigeant une diminution de la journée de travail.
Toujours est-il qu'il y a conflit d'intérêts entre l'acheteur qui veut utiliser au maximum sa marchandise, et le vendeur qui veut préserver l'emploi de sa force. La loi est incapable de départager les deux acteurs puisqu'elle n'est là que pour régler les modalités de l'échange. Finalement seule la force permet de déterminer qui de l'acheteur ou du vendeur peut profiter de son droit. « Voilà pourquoi la réglementation de la journée de travail se présente dans l'histoire de la production capitaliste comme une lutte séculaire pour les limites de la journée de travail, lutte entre le capitaliste, c'est-à-dire la classe capitaliste, et le travailleur, c'est-à-dire la classe ouvrière ».
Quand il n'y a pas de loi pour limiter leur droit d'user librement de la force de travail, les capitalistes n'hésitent pas à faire travailler les ouvriers, qu'ils soient hommes, femmes ou enfants, pendant le jour et la nuit, jusqu'à l'épuisement, la maladie ou la mort.
« La prolongation de la journée de travail au-delà des bornes du jour naturel, c'est-à-dire jusque dans la nuit, n'agit que comme palliatif, n'apaise qu'approximativement la soif de vampire du capital pour le sang vivant du travail ». Le capitaliste instaure donc le travail de jour comme de nuit, pendant des horaires interminables, et par roulements de la force de travail.
Jusqu'à la fin du XVIIe siècle, les entrepreneurs parviennent même à prolonger la journée de travail par le biais de la loi, tel que c'est le cas lors de la création des Workhouses. La lutte pour une journée de travail « normale » n'intervient donc réellement qu'en Angleterre à partir de 1833 avec le Factory Act, qui régule notamment le travail des enfants. Mais celui-ci est encore trop souvent contourné par les capitalistes, et ne permettra donc de timides améliorations qu'après plusieurs révisions dans les années 1850.
La législation anglaise inspirera ensuite des réglementations dans d'autres pays, telles que la loi des douze heures française lors de la révolution de février 1848.

#### Chapitre 11: Taux et masse de la plus-value
Pour reproduire la force de travail, c'est-à-dire ce que le travailleur a besoin en subsistances pour pouvoir travailler le lendemain, le capitaliste doit avancer un capital, qui lui permet d'acheter cette force de travail. C'est le taux de plus-value qui permet de savoir ce que cette avance apportera au capitaliste en termes de plus-value. Ainsi un taux de plus-value de 100% signifie que la part de capital allouée à la reproduction de la force de travail est aussi importante que la plus-value appropriée par le capitaliste. Ou pour le dire autrement, avec un taux de plus-value de 100% le travailleur emploiera la moitié de son temps, de sa force, pour ses propres besoins, et l'autre moitié en surtravail pour créer de la plus-value pour le capitaliste. Plus le taux de la plus-value est élevée, plus la force, et donc le temps, employé par le travailleur servira à produire de la plus-value pour le capitaliste, et donc sera moins allouée aux besoins du travail. Plus le taux de la plus-value est élevée, plus le travailleur produit pour un salaire faible. « Le taux de la plus-value détermine donc la somme de plus-value produite par un ouvrier individuel, la valeur de sa force étant donnée ».
À l'échelle d'une entreprise la plus-value correspond à la plus-value réalisée par le capital variable, c'est-à-dire par le capital employé pour acheter la force de travail afin qu'elle se reproduise (qu'elle subvienne à ses besoins journaliers). La plus-value réalisée par un capital variable dépend du nombre de travailleurs employés par ce capital pour produire de la plus-value, ainsi que de la plus-value que rapporte chaque travailleur individuel employé par ce capital, cette plus-value dépend du taux de plus-value c'est-à-dire du temps alloué à la production de la plus-value.
« Nous obtenons donc cette loi : la somme de la plus-value produite par un capital variable, est égale à la valeur de ce capital avancé, multipliée par le taux de la plus-value, ou bien, elle est égale à la valeur d'une force de travail, multipliée par le degré de son exploitation, multipliée par le nombre des forces employées conjointement ».
Pour obtenir une même masse de plus-value, le capitaliste doit soit pratiquer un taux fort de plus-value sur un nombre réduit d'ouvriers, soit un taux moindre et avoir alors plus d'ouvriers. Cela signifie donc que soit « une diminution du capital variable peut donc être compensée par une élévation proportionnelle du taux de la plus-value ou bien une diminution des ouvriers employés, par une prolongation proportionnelle de leur journée de travail », ou alors « une diminution du taux de la plus-value n'en affecte pas la masse produite, si le capital variable ou le nombre des ouvriers employés croissent proportionnellement ».
En tous cas, le capitaliste doit employer un nombre minimal d'ouvriers pour obtenir sa plus-value car étant donné que la journée de travail est limitée à 24 heures, même avec un taux de plus-value très important, le travail de quelques ouvriers ne pourra jamais produire autant de plus-value en une seule journée que celui de nombreux ouvriers, même avec un taux de plus-value réduit. Il y a donc une limite imposée par la journée de 24 heures qui limite la capacité d'extension du taux de plus-value. La valeur que va rapporter un capital variable en termes de plus-value, dépend donc principalement du nombre d'ouvriers.

### Quatrième section: La production de la plus-value relative
Dans cette section Marx va montrer que la plus-value permettant au capital de croitre n'est pas créée uniquement par le prolongement de la journée de travail destinée au capitaliste. Le capitaliste dispose en effet d'autres moyens pour extraire de la plus-value, notamment par l'augmentation de la productivité du travail.

#### Chapitre 12: La plus-value relative
La plus-value absolue, qui est la plus-value produite par la simple prolongation de la journée de travail, est à distinguer de la plus-value relative, obtenue par la diminution du temps de travail nécessaire pour produire un même produit. La plus-value relative modifie donc la proportion, dans une journée, de temps de travail nécessaire par rapport à celle du surtravail, sans augmenter la durée de cette journée de travail. Ainsi, seule une hausse de la productivité des travailleurs va permettre la hausse de la plus-value relative. Cette hausse de la productivité du travail permet ainsi de produire plus de produit en un temps définit, ou, ce qui revient au même, permet de produire le même produit en moins de temps. La force de travail nécessaire pour produire un même produit se trouve donc réduite, ce qui fait baisser les prix, car un même produit contient moins de travail qu'auparavant.
En augmentant la productivité du travail, la valeur de la force de travail diminue indirectement. En effet, le capitaliste, dans sa recherche constante de plus-value, va chercher à diminuer les prix de ses marchandises, chose qu'il ne peut parvenir à faire qu'en augmentant la productivité du travail. Toutefois cette réduction des prix va avoir un impact sur la valeur de la force de travail, car la baisse des prix des marchandises concerne également le prix des moyens de reproduire la force de travail (moyens de subsistances). Ceci va donc avoir pour conséquence que la valeur de la force de travail diminuera en parallèle de la baisse des prix de ses moyens de subsistances, car la valeur de la force de travail n'est déterminée que par la valeur de son renouvellement. Autrement dit comme le salaire d'un ouvrier est déterminé par le coût de son entretien en nourriture, logement, vêtements… alors si le prix de cet entretien diminue, le salaire baisse également.
En plus de faire baisser la valeur de la force de travail, l'augmentation de la productivité du travail dans le mode de production capitaliste réduit le temps nécessaire pour reproduire la force de travail. Il faut en effet toujours moins de travail au travailleur pour produire les produits nécessaires à la satisfaction de ses propres besoins, ce qui donne une place toujours plus grande au surtravail.
« Le développement de la force productive du travail, dans la production capitaliste, a pour but de diminuer la partie de la journée où l'ouvrier doit travailler pour lui-même, afin de prolonger ainsi l'autre partie de la journée où il peut travailler gratis pour le capitaliste ».

#### Chapitre 13: Coopération
L'origine de la production capitaliste se caractérise par la réunion d'un grand nombre de travailleurs pour produire un même objet.
« La production capitaliste ne commence en fait à s'établir que là où un seul maître exploite beaucoup de salariés à la fois, où le procès de travail, exécuté sur une grande échelle, demande pour l'écoulement de ses produits un marché étendu. Une multitude d'ouvriers fonctionnant en même temps sous le commandement du même capital, dans le même espace (ou si l'on veut sur le même champ de travail), en vue de produire le même genre de marchandises, voilà le point de départ historique de la production capitaliste ».
Mais pour que cette coopération puisse voir le jour, il est nécessaire qu'un seul capitaliste dispose entre ses mains de suffisamment de capital pour subvenir aux besoins de tous ses salariés. Et plus que cela, il est nécessaire que le capitaliste concentre entre ses mains des moyens de production importants pour permettre aux salariés de s'associer. Le travailleur se trouve donc contraint de travailler pour le capitaliste sous un double aspect, tout d'abord car il a été dépossédé de moyens de production pour pouvoir subvenir à ses propres besoins, puis pour pouvoir être intégré à la nouvelle organisation sociale de la production.
Les hommes travaillant ensemble fournissent davantage de travail que s'ils travaillaient séparément. « Cela vient de ce que l'homme est par nature, sinon un animal politique, suivant l'opinion d'Aristote, mais dans tous les cas un animal social ». Cette proportion supérieure de travail obtenue par la coopération entre les ouvriers est d'autant plus profitable au capitaliste qu'il paye l'ouvrier seulement pour le travail individuel qu'il apporte, et non pour le travail collectif supplémentaire qui découle de la coopération.

#### Chapitre 14: Division du travail et manufacture
La période manufacturière est limitée, selon Marx, entre le milieu du XVIe siècle, et le dernier tiers du XVIIIe siècle. C'est dans cette période que la manufacture prédomine. Celle-ci se caractérise par la division du travail qu'elle y institue dans l'organisation de sa production. Elle réunit dans un même local divers métiers les faisant travailler de concert, sous la dépendance d'un capitaliste. Ainsi la manufacture peut être soit constituée d'artisans aux métiers divers et indépendants, que l'on désagrège et que l'on simplifie, ou alors d'artisans d'un même genre dont le métier est décomposé en ses opérations diverses, et chacune de ces opérations est isolée. L'artisan dans la manufacture voit ainsi sa fonction réduite à une action spécialisée, qui l'éloigne de ses anciennes capacités lui permettant d'effectuer un métier dans toute son étendue.
« De produit individuel d'un ouvrier indépendant faisant une foule de choses, la marchandise devient le produit social d’une réunion d'ouvriers dont chacun n'exécute constamment que la même opération de détail ».
Dans tous les cas, la tâche d'un travailleur se trouve décomposée et simplifiée à l'extrême, celui-ci la répète pendant toute sa journée. Possédant le matériel adapté, le travailleur parcellaire réduit les temps morts, gagne en habileté, il devient donc plus productif. Parallèlement à ces gains de productivité pour le capitaliste, la force de travail perd en valeur puisque sa fonction se limite à une action limitée et simple demandant peu d'apprentissage. Le temps alloué à la reproduction de la force de travail (à son éducation) se trouve donc réduit, ce qui permet d'accorder plus de temps au surtravail et donc d'accroître la plus-value.
Ce qui caractérise la division manufacturière du travail c'est que le produit du travail effectué par le travailleur parcellaire n'est pas une marchandise en tant que telle. Elle devient marchandise par la coopération de l'ensemble des travailleurs sur le produit. Pour que le capitaliste puisse ainsi employer suffisamment de force de travail pour qu'elle soit en mesure de coopérer pour produire un seul produit, il est nécessaire qu'entre ses mains soient concentrés des moyens de production importants, qui étaient auparavant disséminés entre travailleurs indépendants.
Le régime de la manufacture se caractérise donc non plus seulement par le besoin pour le travailleur de se vendre au capitaliste car il ne dispose plus d'outils de production nécessaires à l'exercice de son travail, mais également par la nécessité pour le travailleur de faire partie d'une organisation du travail qui n'est disponible que dans la manufacture. Le capitaliste par la division du travail s'approprie un nombre toujours croissant de travailleurs, accentuant la domination du capital sur le travail.
« Dans la manufacture l'enrichissement du travailleur collectif, et par suite du capital, en forces productives sociales a pour condition l'appauvrissement du travailleur en forces productives individuelles ».
Les manufactures hétérogènes, c'est-à-dire les manufactures où sont produites des marchandises formées de plusieurs pièces ensuite assemblées en une seule (comme dans le cas d'une fabrique de montres) sont imparfaites et font peu gagner en productivité. En revanche, les manufactures sérielles, c'est-à-dire celles où les marchandises produites parcourent des phases de développement connexes (comme dans le cas de la manufacture d'épingles), sont parfaites, puisqu'elles permettent d'utiliser au maximum le travailleur parcellaire et sa productivité.
« La division du travail suppose l'autorité absolue du capitaliste sur des hommes transformés en simples membres d'un mécanisme qui lui appartient. » La manufacture nécessite donc que l'ordre soit maintenu, car les risques d'indiscipline de la part des travailleurs sont grands. Et ce n'est que l'intervention des machines qui « supprima la main-d'œuvre comme principe régulateur de la production sociale ».

#### Chapitre 15: Machinisme et grande industrie
Comme tout ce qui constitue le capital constant (matières premières, bâtiments, etc.), la machine ne produit pas de valeur, elle ne fait que transmettre une partie de sa propre valeur au produit. La valeur de la machine se trouve ainsi progressivement disséminée dans tous les produits qu'elle a créés, sans pour autant avoir créé la moindre valeur. Cette valeur transmise étant calculée à la fois par tous les frais d'entretiens (usure, matières premières…) qu'engendre la production du produit, mais aussi par la quantité de travail humain contenu dans la machine pour sa fabrication. Par ailleurs la valeur transmise par la machine à chaque produit est d'autant plus faible que la machine dure longtemps. En effet comme la machine a une valeur fixe, plus elle fonctionnera longtemps, plus elle transférera une partie de sa valeur à un grand nombre de produits, et plus la valeur qu'elle transfère dans chaque produit sera réduite. Ce processus ne permet pas de faire baisser la valeur du produit, au contraire, il en ajoute une valeur supplémentaire (celle que la machine transmet au produit). « Au lieu de le rendre meilleur marché, elle (la machine) l’enchérit (le produit) en proportion de ce qu'elle vaut ».
Si les machines sont employées c'est avant tout car elles ont une plus grande capacité productive que l'homme. Le machinisme pousse donc à remplacer le capital variable (travailleur vivant), par du capital fixe (machines, bâtiments, matières premières…), poussant un grand nombre de travailleurs au chômage. Mais en parallèle de cette plus grande capacité productive, l'emploi de la machine n'est source d'aucune plus-value, car seul le travail humain permet de créer de la plus-value que le capitaliste va s'approprier. Par conséquent le machinisme pousse donc à réduire la plus-value que le capitaliste peut s'approprier. Pour résoudre cette contradiction le capitaliste doit donc, avec un nombre réduit d'ouvriers, s'approprier davantage de plus-value en allongeant la part de surtravail (le travail non payé comptabilisé dans la plus-value et qui appartient au capitaliste) dans le travail total. Pour augmenter la part de surtravail non payé, le capitaliste dispose de deux moyens, soit en allongeant la journée de travail, ou en augmentant l'intensité du travail. L'objectif de ces mesures étant de produire davantage en étant payé moins cher que le travail effectué. Ainsi pour soutenir la production de masse qu'engendre le machinisme, tout en assurant une plus-value confortable au capitaliste, le travailleur humain doit recevoir une part toujours plus faible en argent du travail effectué. C'est de cette manière que le prix des marchandises peut baisser.
« Comme tout autre développement de la force productive du travail, l'emploi capitaliste des machines ne tend qu'à diminuer le prix des marchandises, à raccourcir la partie de la journée où l'ouvrier travaille pour lui-même, afin d'allonger l'autre où il ne travaille que pour le capitaliste. C'est une méthode particulière pour fabriquer de la plus-value relative ».
Afin de tirer le meilleur profit de la machine, le capitaliste doit l'utiliser dans un temps toujours plus réduit, à la fois pour qu'elle ne s'use pas par le temps, aussi pour réduire l'impact des machines plus avancées qui seraient créées entretemps et feraient donc baisser la valeur de la machine, mais également pour pouvoir absorber une plus grande quantité de surtravail. Tous ces facteurs poussent le capitaliste à réclamer un allongement de la journée de travail. De plus l'allongement de la journée de travail ne nécessite pas de frais supplémentaires en capital fixe. « Non seulement donc la plus-value augmente, mais les dépenses nécessaires pour l'obtenir diminuent ». L'allongement de la journée de travail permet donc de faire fructifier plus rapidement le capital en absorbant une quantité de plus-value toujours plus grande. Et plus l'emploi de capital fixe (machines) est important, plus l'allongement de la journée de travail permet de renouveler ce capital rapidement.
Avec l'arrivée de la machine, disposant d'une force productive beaucoup plus grande que l'homme lui permettant de produire plus dans un temps réduit, la valeur de la force de travail se trouve dépréciée sur le marché. Le travail des femmes et des enfants se normalisa à mesure de la baisse des salaires que la concurrence de la machine exerça. Alors que le travail d'un seul suffisait à la fois pour faire vivre une famille et payer en sur-travail la plus-value au capitaliste, l'extension du machinisme dans l'industrie poussa des familles entières dans le salariat et dans le travail non payé (surtravail). « C'est ainsi que la machine, en augmentant la matière humaine exploitable, élève en même temps le degré d'exploitation ». Comme le travailleur doit vendre sa force de travail comme une marchandise, le machinisme, à la suite de la division du travail, réduit cette force à une aptitude parcellaire et facile à employer. La valeur d'échange de la force de travail se trouve donc amoindrie à mesure que la machine et l'organisation du travail facilitent son emploi.
« L'emploi capitaliste du machinisme altère foncièrement le contrat, dont la première condition était que capitaliste et ouvrier devaient se présenter en face l'un de l'autre comme personnes libres, marchands tous deux, l'un possesseur d'argent ou de moyens de production, l'autre possesseur de force de travail. Tout cela est renversé dès que le capital achète des mineurs. Jadis, l'ouvrier vendait sa propre force de travail dont il pouvait librement disposer, maintenant il vend femme et enfants; il devient marchand d'esclaves ».
Le travail des femmes et des enfants est donc particulièrement adapté à ce nouveau mode de production puisque ceux-ci sont moins payés qu'un homme adulte, permettant de soutirer davantage de plus-value, tout en s'adaptant rapidement à des machines faciles à utiliser. Le développement du machinisme voit ainsi s'accroître le nombre de travailleurs femmes et enfants dans nombre de branches de l'industrie, tandis que l'emploi d'hommes adultes y diminue.
Toutes ces conséquences sur l'organisation sociale de la production se répercutent également au niveau de l'économie mondiale. En effet le développement du machinisme a plusieurs conséquences, tout d'abord il pousse à accroître la production de matières premières, les machines étant de grandes consommatrices, de plus le machinisme réduit les prix des marchandises fabriquées, enfin il pousse à développer les moyens de communication afin de vendre des produits toujours plus nombreux sur le marché à mesure de l'accroissement de la production. Tous ces facteurs poussent les capitalistes à conquérir de nouveaux marchés dans des pays toujours plus éloignés, disposant d'une faible productivité du travail. Toutefois en introduisant le machinisme dans ces pays, la main-d’œuvre indigène voit sa force de travail dépréciée, elle devient incapable de rivaliser avec l'industrie des pays disposant d'une plus grande capacité productive. La production de ces pays se tourne donc essentiellement vers les matières premières, qu'elle peut vendre aux pays les plus développés pour qu'ils puissent développer leur industrie. Une nouvelle division internationale du travail émerge, dans laquelle une partie se limite à la production agricole et minière, tandis que l'autre se concentre sur la production industrielle.
Cette nouvelle division internationale du travail, couplée à une production toujours croissante, rend le marché instable et fréquemment en crise. Ainsi à une période d'activité moyenne dans laquelle la production peut s'écouler normalement, s'ensuit une période de prospérité poussant les producteurs à produire plus en voyant la forte possibilité de débouchés pour les produits, puis une période de surproduction lorsque les produits arrivant en masse sur le marché n'arrivent plus à s'écouler, ceci débouchant sur une période de crise avec des faillites et du chômage, avant qu'une nouvelle période de stagnation revoit le jour. Les périodes de crises sont de plus en plus fréquentes avec le développement du machinisme et de la concurrence capitaliste. L'instabilité et l'incertitude de ce mode de production anarchique se répercutent également sur l'ouvrier qui se trouve dépendant des variations du cycle industriel. La source de ces crises provient essentiellement de la lutte acharnée à laquelle les capitalistes sont confrontés afin de faire le plus de profits. Ces profits proviennent en effet de leur place dans le marché, qui ne peut se faire que par des prix bas pour leurs produits. Ainsi la quête effrénée de profits des capitalistes les pousse à utiliser des machines toujours plus performantes pour supplanter une part toujours croissante d'ouvriers.
Si selon certains économistes, selon une loi de la compensation, les ouvriers dégagés par l'arrivée de la machine trouveront forcément de l'emploi dans une autre branche de l'industrie, on remarque au contraire que dans ce cas, s'ils parviennent à se tirer du chômage, c'est pour pratiquer des emplois « d'esclaves domestiques modernes ».
Avec l'avènement du machinisme, l'ouvrier devient esclave de la machine, il n'intervient plus directement sur le produit fabriqué. « Dans la manufacture et le métier, l'ouvrier se sert de son outil ; dans la fabrique, il sert la machine ». La machine fixe donc le rythme de travail de l'ouvrier, qui est contraint de le suivre sous peine de punitions prenant la forme de retenues de salaire. L'environnement de travail est malsain : des particules de matières premières inondent l'air ambiant, le bruit est constant, les accidents du travail sont innombrables.
La lutte contre la machine, comme source de remplacement du travail de l'homme, était d'abord dirigée contre le moyen matériel de production avant d’être orientée vers le mode social de production. Il fallut ainsi une période pendant laquelle les ouvriers s'attaquaient aux fabriques, avant de revendiquer des augmentations de salaire. L'ouvrier distingua ainsi la machine, comme source d'augmentation de la production, de son emploi capitaliste, comme source d'appauvrissement et de chômage de l'ouvrier.
Le développement de la grande industrie supprime la coopération auparavant fondée sur la division du travail. La manufacture et le travail à domicile se trouvent mis à l'épreuve et doivent donc s'adapter. Alors que dans les manufactures les conditions de travail empirent du fait de l'accroissement de la concurrence, le travail à domicile, pour survivre, devient dépendant des commandes des fabriques et de leurs fluctuations. Les ouvriers de ce mode de production sont donc successivement noyés par le travail et contraints au chômage. « Là, il [le capitaliste] peut donc recruter d'une manière systématique une armée industrielle de réserve, toujours disponible, que décime l'exagération du travail forcé pendant une partie de l'année et que, pendant l'autre, le chômage forcé réduit à la misère ».
L'ensemble des conséquences sur la vie sociale du développement du machinisme va pousser la société à se protéger de sa propre dégradation. En effet pour limiter les dérives de ce système, une loi des fabriques va être mise en place limitant notamment la journée de travail, encadrant plus strictement le travail des enfants, et poussant à leur éducation. Toutefois si la législation pour les fabriques se développe, ce n'est que tardivement, et celle-ci est imparfaite et manque d'efficacité, car les agents de contrôle étant peu nombreux, elle n'est presque jamais respectée. De plus ces lois, cherchant à la base à limiter l'impact négatif du machinisme, vont au contraire accroître le problème. En effet en limitant le travail des enfants, le capitaliste va être encore plus poussé à remplacer l'homme par la machine pour continuer à engranger des parts de marché et donc du profit. Ainsi cette nouvelle législation pousse les industriels à accroître leur part en capital pour pallier les pertes liées à la limitation de l'emploi des enfants. Sauf que seules les grandes entreprises peuvent investir autant en capital, condamnant nombre d'artisans et de moyennes entreprises à la surexploitation du travail ou à la faillite, et accentuant la concentration des capitaux entre les mains des grandes entreprises.
Dans l'agriculture également, l'emploi capitaliste de la machine se développe et détruit des emplois. « Dans l'agriculture moderne, de même que dans l'industrie des villes, l'accroissement de productivité et le rendement supérieur du travail s'achètent au prix de la destruction et du tarissement de la force de travail ».

### Cinquième section: Recherches ultérieures sur la production de la plus-value

#### Chapitre 16: Plus-value absolue et plus-value relative
Au sein du système capitaliste ce qui est considéré comme productif c'est le travail qui réalise une plus-value et plus seulement le travail utile.
Cette plus-value n'existe que lorsque le travailleur a produit suffisamment pour subvenir à ses propres besoins. Ce n'est qu'à partir de cet instant que le travailleur peut commencer à produire pour autrui, à effectuer un surtravail qui va engendrer de la plus-value. La base générale du système capitaliste se caractérise par la prolongation de la journée de travail de telle sorte que le travailleur produit plus que ce qu'il lui faut pour subvenir à ses propres besoins. Ce surplus de travail, le surtravail, est alloué au capitaliste. Dans ce mode de production la journée est donc divisée en deux parties, l'une au travail nécessaire et l'autre au surtravail.
Lorsque la journée de travail ne peut plus être allongée, fournissant de la plus-value absolue au capitaliste, ce dernier doit trouver un autre moyen de s'approprier de la plus-value. Pour cela il conçoit des méthodes permettant au travailleur de produire plus dans un même temps et pour un même salaire. Cette méthode est créatrice de plus-value relative. Ici le travailleur n'a plus besoin d'allonger son travail dans le temps pour produire suffisamment de plus-value, il n'a qu'à accroître la capacité productive de sa force de travail. Dans les deux cas la finalité reste la même, le surplus de production du travailleur ne lui revient pas, elle est appropriée par le capitaliste.
« La production de la plus-value absolue n'affecte que la durée du travail, la production de la plus-value relative en transforme entièrement les procédés techniques et les combinaisons sociales. Elle se développe donc avec le mode de production capitaliste proprement dit ».
L'existence même de la plus-value est subordonnée à un accroissement des forces productives, c'est-à-dire à un accroissement de la productivité du travail par des progrès technologiques ou par une organisation du travail plus productive. Car si le travailleur ne dispose pas suffisamment de force productive pour subvenir à ses propres besoins, il aurait encore moins la possibilité d'effectuer un surtravail pour subvenir aux besoins d'autrui. Dès lors ce n'est qu'avec un degré de productivité suffisamment important que peuvent apparaître les premières classes possédantes de la force de travail, comme les esclavagistes, les seigneurs féodaux ou les capitalistes. Il n'y a de classe de propriétaires qu'avec un développement des forces productives suffisamment conséquent pour libérer du travail une partie de la population, qu'une fois que le travail a pu être socialisé et n'est plus individuel.
Cela ne signifie pas pour autant qu'il suffit que le travail soit suffisamment productif pour qu'un surtravail soit automatiquement réalisé. En effet, certaines sociétés n'ont pas eu le besoin d'engendrer un surtravail pour subvenir à leurs besoins. De même un travail très productif peut n'engendrer aucune plus-value, car aucun besoin de surtravail n'est nécessaire pour subvenir aux besoins de la société. Ainsi ce n'est pas la productivité du travail qui est source de plus-value, mais le surtravail. Ce n'est que dès lors qu'il y a surtravail que le travail engendre une plus-value pour autrui.

#### Chapitre 17: Variations dans le rapport de grandeur entre la plus-value et la valeur de la force de travail
Trois facteurs déterminent le rapport de grandeur entre la plus-value et la force de travail : la durée du travail, le degré d'intensité du travail et son degré de productivité. Les différentes variations de ces facteurs font ainsi augmenter ou baisser la part de surtravail dans la journée.

#### Chapitre 18: Formules diverses pour le taux de la plus-value
P / V = Plus-value / Capital Variable = Plus-value / Valeur de la force de travail = Surtravail / Travail Nécessaire

### Sixième section: Le salaire

#### Chapitre 19: Transformation de la valeur ou du prix de la force de travail en salaire
Le salaire est attribué à l'ouvrier en contrepartie de son travail effectué, mais il ne rétribue en fait que le travail nécessaire (et non le surtravail). Toutefois, il donne l'impression à l'ouvrier que c'est son travail dans son intégralité qui est payé. « Le rapport monétaire dissimule le travail gratuit du salarié pour son capitaliste. »

#### Chapitre 20: Le salaire au temps
Le salaire au temps correspond au rapport de la valeur journalière de la force de travail sur la journée de travail d'un nombre d'heures donné. Si le salaire au temps est bas, l'ouvrier va donc devoir travailler plus pour s'assurer un salaire moyen à peine convenable.

#### Chapitre 21: Le salaire aux pièces
Le salaire aux pièces dérive du salaire au temps. Il est payé si les pièces produites sont en bon état, et, si le nombre de pièces produites est insuffisant, l'ouvrier est congédié. Le salaire aux pièces assure donc au capitaliste la qualité et l'intensité du travail, il rend donc la surveillance superflue, ce qui permet le travail à domicile. De plus, il encourage l'augmentation de la productivité, ce qui fait par la suite baisser la valeur du produit et donc fait baisser le salaire de l'ouvrier.

#### Chapitre 22: Différence dans le taux des salaires nationaux
Plus la production capitaliste est développée dans un pays, plus la valeur relative de l'argent est petite, et, si le prix du travail paraît bon marché, il est en fait supérieur à celui des autres pays.

### Septième section: L'accumulation du capital

#### Chapitre 23: Reproduction simple
Pour produire de manière continue, le capitaliste doit continuellement retransformer une partie de ses produits en moyens de production. De ce fait, par le processus de production, le capitaliste produit et reproduit la force de travail. Ainsi, le capitaliste souhaite juste « limiter la consommation individuelle des ouvriers au strict minimum », afin que l'ouvrier puisse reproduire sa force de travail.
Aussi, si la plus-value est entièrement dépensée par le capitaliste, on assiste à un phénomène de reproduction simple : le capitaliste reproduit toujours le processus de production dans les mêmes mesures, il obtient ainsi une part constante de plus-value.

#### Chapitre 24: Transformation de la plus-value en capital
En revanche, si le capitaliste ne dépense pas l'intégralité de la plus-value qu'il s'est appropriée, il la capitalise, c'est-à-dire qu'il la réinvestit dans le processus de production, ce qui lui permettra par la suite d'en retirer une quantité croissante de plus-value. Ainsi, c'est grâce à cette capitalisation de la plus-value que se produit l'accumulation.
Pour certains, le capitaliste doit donc pratiquer l'abstinence, c'est-à-dire qu'il doit s'efforcer de consommer le moins possible de la plus-value (il doit donc résister à l'envie de la consommation ostentatoire), afin de la capitaliser. « Si le prolétaire n'est qu'une machine à produire de la plus-value, le capitaliste n'est qu'une machine à capitaliser cette plus-value. »
Plus le degré d'exploitation de la force ouvrière est grand, plus le capital provenant de la plus-value est capitalisé, et plus le capital avancé est grand, plus l'accumulation sera importante.

#### Chapitre 25: Loi générale de l'accumulation capitaliste
Face à l'accélération de l'accumulation, l'excès de capital fait que le travail offert devient insuffisant, ce qui tendrait à entraîner une hausse des salaires et donc une baisse proportionnelle du travail gratuit.
Toutefois, plus le capital s'accumule et se concentre, plus la part attribuée au capital variable diminue au profit du capital constant. De ce fait, il se constitue une surpopulation relative, « elle forme une armée de réserve industrielle qui appartient au capital d'une manière aussi absolue que s'il l'avait élevée et disciplinée à ses propres frais. Elle fournit […] la matière humaine toujours exploitable et toujours disponible ». Le capitaliste a donc intérêt à l'apparition de cette surpopulation.
Il en résulte la loi générale suivante : la réserve industrielle est d'autant plus nombreuse que la richesse produite, l'accumulation du capital, le nombre absolu de la classe ouvrière et la productivité de son travail sont considérables. Plus la réserve grossit, plus le paupérisme officiel s'accroît.
Le cas de l'Angleterre illustre bien cette loi : alors que la classe ouvrière était en surnuméraire, que sa productivité s'est accrue, on a assisté à une augmentation du nombre de gens imposés, qui a subi une augmentation de 20 % entre 1853 et 1861, et témoigne donc du mouvement d'accumulation du capital et d'augmentation de la richesse produite. Parallèlement, le nombre de personnes inscrites sur la liste officielle des pauvres a subi une hausse de 14 % entre 1855 et 1865.
Pour les classes ouvrières et les mineurs, les conditions de travail sont insoutenables, celles de vie sont effroyables : les quantités de nourriture absorbées sont inférieures aux limites où se déclarent les maladies d'inanition, au niveau des logements « plus l'accumulation du capital est rapide, plus les habitations ouvrières deviennent misérables », les ouvriers et les mineurs sont entassés dans des baraques insalubres qu'ils louent malgré tout à des prix élevés, elles sont le foyer de maladies telles que vérole, fièvre scarlatine, choléra… En cas de crise, même les ouvriers les mieux payés doivent se rendre dans les « workhouses » pour obtenir de la nourriture qu'ils ne peuvent plus se fournir.
Avec l'abolition des corn Laws, le capital et le machinisme investissent en masse les campagnes. Les ouvriers agricoles voient leurs salaires s'effondrer et leurs conditions de vie deviennent telles que les hommes sont mieux nourris dans les prisons anglaises que ce que le sont les ouvriers agricoles. Ils sont expropriés, la destruction de leur habitat leur pose autant de problèmes de logement que pour les ouvriers.

### Huitième section: L'Accumulation primitive du capital

#### Chapitre 26: Le secret de l'accumulation primitive
Le processus de production suppose l'avance d'un capital par le capitaliste, il existe donc nécessairement une accumulation primitive. « Cette accumulation primitive joue dans l'économie politique à peu près le même rôle que le péché originel dans la théologie. Adam mordit la pomme, et voilà le péché qui fait son entrée dans le monde. »

#### Chapitre 27: L'expropriation de la population campagnarde
Les capitalistes ont spolié l'Église de ses biens, aliéné les domaines de l'État, pillé et enclos les terrains communaux afin de se les approprier. Ils ont ainsi exproprié la population vers l'industrie des villes.

#### Chapitre 28: Législation sanguinaire contre les expropriés à partir de la fin duXVesiècle. - Lois sur les salaires
En Angleterre, les lois concernant la condamnation du vagabondage se succèdent. Elles condamnent les hommes errants à la torture, à l'emprisonnement, à l'esclavage et même parfois à la mort, alors que leur vagabondage résulte de leur expropriation. Celle-ci a été effectuée par les capitalistes, qui sont d'autre part les juges qui les condamnent.
De même, des lois fixent les salaires des ouvriers, qui ne doivent en aucun cas être dépassés, sous peine d'emprisonnement de l'ouvrier et même du patron ; en revanche, aucune loi ne fixe de salaires minima.

#### Chapitre 29: Genèse des fermiers capitalistes
En Angleterre, après la chute du système féodal, le fermier est d'abord un bailli (un serf), puis il devient un métayer, c'est-à-dire un fermier qui avance le capital, le fait valoir. Avec l'usurpation des parties communales, il accroît son bétail et en tire des profits. Au XIXe siècle, la dépréciation de la monnaie due à celle des métaux précieux permet la baisse des salaires (dont ceux des ouvriers) alors que les prix des produits agricoles s'enchérissent. Le fermier capitaliste s'enrichit donc rapidement.

#### Chapitre 30: Contrecoup de la révolution agricole sur l'industrie. Établissement du marché intérieur pour le capital industriel
À la suite de leur expropriation des terres, les cultivateurs sont transformés en salariés par la révolution agricole. Devenus des marchandises, ils sont attirés dans les villes, et forment ainsi le marché intérieur pour le capital industriel.

#### Chapitre 31: Genèse du capitaliste industriel
La propriété privée est fondée sur le travail personnel, celle des capitalistes est fondée sur le travail d'autrui. C'est par l'expropriation des travailleurs, le pillage des richesses et des hommes des colonies, la perception de l'usure que le capital industriel se développe peu à peu et prend le contrôle de la production capitaliste. Le capital arrive au monde « suant le sang et la boue par tous les pores ».

#### Chapitre 32: Tendance historique de l'accumulation capitaliste
L'accumulation capitaliste passe par l'expropriation du peuple travailleur. La « propriété privée capitaliste » est « fondée sur l'exploitation du travail d'autrui, sur le salariat ».
L'évolution du capital va dans le sens de sa concentration, et de sa mondialisation, entraînant « l'entrelacement de tous les peuples dans le réseau du marché universel ». S'accroissent « la misère, l'oppression, l'esclavage, la dégradation, l'exploitation, mais aussi la résistance de la classe ouvrière sans cesse grossissante ».
Au terme du développement du capitalisme « le monopole du capital devient une entrave », le mode de production doit changer et la propriété capitaliste devenir propriété sociale. Le capitalisme s'est constitué par « l'expropriation de la masse par quelques usurpateurs », sa chute sera « l'expropriation de quelques usurpateurs par la masse ».

#### Chapitre 33: La théorie moderne de la colonisation
« La richesse coloniale n'a qu'un seul fondement naturel : l'esclavage. »
L'étude de l'émergence du capitalisme dans les colonies prouve pour Marx que « le mode de production et d'accumulation capitaliste, et partant la propriété privée capitaliste, présuppose l'anéantissement de la propriété privée fondée sur le travail personnel ; sa base, c'est l'expropriation du travailleur ».

## Livre Deuxième
Le livre II du Capital traite de la circulation du capital dans une économie capitaliste, comment il se reproduit et s'élargit. Le résumé présenté ci-dessus s'appuie sur la version française des Éditions sociales, traduite par Erna Cogniot, pour le premier tome, publié en 1953, et par C. Cohen-Solal et Gilbert Badia, pour le deuxième tome, publié en 1954. Il existe également une autre traduction, assurée par Maximilien Rubel aux Éditions Gallimard, qui propose un classement différent des manuscrits laissés par Karl Marx.

### Première section: Les métamorphoses du capital et leur cycle

#### Chapitre 1: Le cycle du capital argent
Le livre premier a permis de présenter la circulation du capital sous la forme A — M — A', achat de marchandises et revente. 

« Premier stade : Le capitaliste apparaît sur le marché des marchandises et sur le marché du travail comme acheteur ; son argent se convertit en marchandise, autrement dit accomplit l'acte de circulation A-M.
Deuxième stade : Consommation productive, par le capitaliste, des marchandises achetées. Il agit comme producteur de marchandise capitaliste ; son capital accomplit le procès de production. Résultat : une marchandise d'une valeur supérieur à celle de ses éléments producteurs.
Troisième stade : Le capitaliste retourne sur le marché comme vendeur ; sa marchandise se convertit en argent, autrement dit accomplit l'acte de circulation M-A. »

La classe capitaliste se présente sur le marché et achète, auprès des ouvriers, de la force de travail (T), ainsi que, auprès d'autres capitalistes, les moyens de productions nécessaire (Mp). Après la série d'achat, qui était, comme dans la circulation simple, conversion de l'argent en marchandise, le capital-argent, maintenant sous forme de capital-productif, c'est-à-dire de capital en nature, quitte la sphère de la circulation. « Par la transformation du capital-argent en capital productif, la valeur-capital a pris une forme en nature, sous laquelle elle ne peut continuer à circuler, mais doit entrer en consommation, nous voulons dire en consommation productive. L'emploi de la force de travail, le travail, ne peut se réaliser que dans le procès de travail ».

## Livre Troisième
Karl Marx explique le procès d'ensemble de la production capitaliste, et notamment la baisse tendancielle du taux de profit.

## Livre Quatrième (ouThéories de la plus-value)
Théories de la plus-value fut publié de 1905 à 1910 à titre posthume par Karl Kautsky, réunissant les écrits datant de janvier 1862 à juillet 1863 de Karl Marx, avec un total de 24 chapitres, considéré comme le quatrième volume du Capital. 
L'ouvrage se propose d'être une analyse historique et critique de différents courants de pensées au sein de l'économie politique.

## Idées principales de l'œuvre
La conclusion de Marx est que le capitalisme est un système instable, qui aliène les êtres humains, et dont la base est « l'expropriation des travailleurs » sous la forme du système de salaire. En outre, Marx estime que le capitalisme devra être remplacé par un mode de production fondé sur la propriété commune, remplaçant le travail salarié par le travail libre et coopératif.
Les rapports entre la théorie du fétichisme de la marchandise et la théorie de la valeur sont l'objet de débats passionnés depuis la lecture faite par Isaak Roubine : selon lui, « La théorie du fétichisme est, per se, la base de tout le système économique de Marx, et en particulier de sa théorie de la valeur. » (Essais sur la théorie de la valeur de Marx, 1928).

## Critique

### Le problème de la transformation
Le troisième volume du Capital est très controversé, particulièrement son dixième chapitre dont certains économistes comprenant des partisans et détracteurs de Marx sentent que Marx contredit sa propre théorie fondamentale de la valeur en cherchant à résoudre le problème de la transformation formulée par Conrad Schmidt et mentionnée dans le premier volume du Capital.

## Vie de l'œuvre: publications, censure, traductions et adaptations
La première publication du Capital eut lieu en 1867 à Hambourg, en Allemagne, avec un tirage de 1000 exemplaires qui mit cinq ans à être écoulé.

### Traduction
La première publication du Capital hors d'Allemagne eut lieu en 1872 en Russie, bien que la censure y interdît toute publication propageant les « doctrines pernicieuses du socialisme et du communisme » et celles excitant « l'hositilité entre une classe et une autre ». Les deux censeurs ayant lu le livre pensèrent, l'un que le livre ne serait pas lu, et encore moins compris ; l'autre que le livre critiquait le capitalisme au Royaume-Uni, et que le capitalisme ne s'étant pas encore implanté en Russie, sa critique n'était pas pertinente en Russie et que donc il n'était pas dangereux. Les deux censeurs le jugèrent strictement scientifique. Poliakov écoula ses 3000 exemplaires du premier tirage en moins d'un an.

### Adaptation
Au Japon, Le Capital a été adapté en bande dessinée sous la forme d'un manga en deux tomes, Le Capital, dessiné par un collectif d'artistes signant Variety Artworks et publié par East Press en 2008 ; il a été traduit en français chez Soleil en 2011.
En Suisse, Le Capital a été adapté en pièce de théâtre sous la forme d'une Comédie musicale pop, KARL MARX. Das Kapital als Musical. Le spectacle est mis en scène par le metteur en scène Michel Schröder accompagné de l'ensemble musical Freies Musiktheater de Zurich. La pièce a tourné dans des grandes salles de théâtre Suisse comme la Fabriktheater Rote Fabrik, le Theater Tojo de Bern, le Théâtre de Vidy, le Südpol Luzern et le Theater Chur,,.

### Versions audio
Version audio sur litteratureaudio.com de la première édition française de 1872 du Capital relue par Marx :
- Première section (chapitre 1 à 3)
- Deuxième section (chapitre 4 à 6)
- Troisième section (chapitre 7 à 11)
- Huitième section (chapitre 26 à 33)